# Кубок Арьямехра
Кубок Арьямехра (англ. Aryamehr Cup) — международный мужской профессиональный теннисный турнир, проходивший на грунтовых кортах Тегерана (Иран) в 1971 и с 1973 по 1977 год. Входил в календарь турниров профессиональной ассоциации WCT, а позже теннисного Гран-при. В последний год проведения предоставлял призовой фонд в размере 150 тысяч долларов при турнирной сетке, рассчитанной на 64 участника в одиночном разряде и 32 пары.

## История
В 1971 году шах Ирана Мохаммед Реза Пехлеви пожелал, чтобы в Тегеране был проведён профессиональный теннисный турнир. На переговоры в Тегеран был отправлен представитель профессиональной ассоциации World Championship Tennis Майк Дэвис. Как вспоминает Дэвис, меньше всего проблем было с призовым фондом — 50 тысяч долларов, но другие аспекты организации были не на высоте, в частности, не было ни мальчиков, подающих мячи, ни судей на линии. В результате армейский генерал, с которым Дэвис вёл переговоры, согласился выделить в качестве лайнсменов солдат из снайперской дивизии. Как вспоминали позже игроки, в ходе этого турнира решения лайнсменов были выше всяких похвал. Победитель — американец Марти Риссен — получил приз из рук самого шаха.
Первый тегеранский турнир прошёл в мае. В 1973 году турнир возобновился уже в октябре, в рамках теннисного Гран-при под эгидой конкурирующей профессиональной ассоциации АТР, и проводился ежегодно до 1977 года. Официальное название турнира — Кубок Арьямехра — восходит к титулу шаха Резы Пехлеви, переводящемуся как «Солнце ариев».

## Победители и финалисты
За шесть лет проведения турнира его наиболее титулованным участником стал аргентинец Гильермо Вилас, в 1974 и 1977 годах выигрывавший и в одиночном, и в парном разряде. При этом в одиночном разряде он оба раза побеждал соперников, становившихся чемпионами этого турнира в другие годы. Испанец Мануэль Орантес один раз выиграл турнир в одиночном разряде и дважды в парах, а всего двукратных чемпионов в парном разряде было трое — помимо Виласа и Орантеса, этого результата достиг также австралиец Джон Ньюкомб. Мексиканец Рауль Рамирес пять раз доходил до финала — трижды в одиночном и дважды в парном разряде, — но сумел победить только по одному разу. Представители страны-организатора в финал не попадали ни разу.

### Одиночный разряд
| Год  | Победитель         | Финалист        | Счёт в финале      |
| ---- | ------------------ | --------------- | ------------------ |
| 1971 | Марти Риссен       | Джон Александер | 6-7, 6-1, 6-3, 7-6 |
| 1972 | Не проводился      | Не проводился   | Не проводился      |
| 1973 | Рауль Рамирес      | Джон Ньюкомб    | 6-7, 6-1, 7-5, 6-3 |
| 1974 | Гильермо Вилас     | Рауль Рамирес   | 6-0, 6-3, 6-1      |
| 1975 | Эдди Диббс         | Иван Молина     | 1-6, 6-4, 7-5, 6-4 |
| 1976 | Мануэль Орантес    | Рауль Рамирес   | 7-6, 6-0, 2-6, 6-4 |
| 1977 | Гильермо Вилас (2) | Эдди Диббс      | 6-2, 6-4, 1-6, 6-1 |

### Парный разряд
| Год  | Победители                       | Финалисты                     | Счёт в финале      |
| ---- | -------------------------------- | ----------------------------- | ------------------ |
| 1971 | Джон Ньюкомб Тони Роч            | Боб Кармайкл Рэй Раффлз       | 6-4, 6-7, 6-1      |
| 1972 | Не проводился                    | Не проводился                 | Не проводился      |
| 1973 | Род Лейвер Джон Ньюкомб (2)      | Росс Кейс Джефф Мастерс       | 7-6, 6-2           |
| 1974 | Гильермо Вилас Мануэль Орантес   | Брайан Готтфрид Рауль Рамирес | 7-6, 2-6, 6-2      |
| 1975 | Хуан Хисберт Мануэль Орантес (2) | Фрю Макмиллан Боб Хьюитт      | 7-5, 6-7, 6-1, 6-4 |
| 1976 | Рауль Рамирес Войтек Фибак       | Хуан Хисберт Мануэль Орантес  | 7-5, 6-1           |
| 1977 | Гильермо Вилас (2) Ион Цириак    | Фрю Макмиллан Боб Хьюитт      | 1-6, 6-1, 6-4      |